# シャンパンカラー
シャンパンカラー（欧字名:Champagne Color 香:鑽彩、2020年3月3日 - ）は、日本の競走馬。2023年のNHKマイルカップの勝ち馬である。
馬名の意味は、最上級のダイヤモンド。

## 戦績

### 2歳時（2022年）
2022年10月29日、東京競馬場の第5レース、2歳新馬戦（芝1600m）で戸崎圭太を背にデビューし、初勝利。次走の11月27日のベゴニア賞（1勝クラス・芝1600m）でも戸崎とのコンビで見事に制し、デビュー2連勝を果たした。

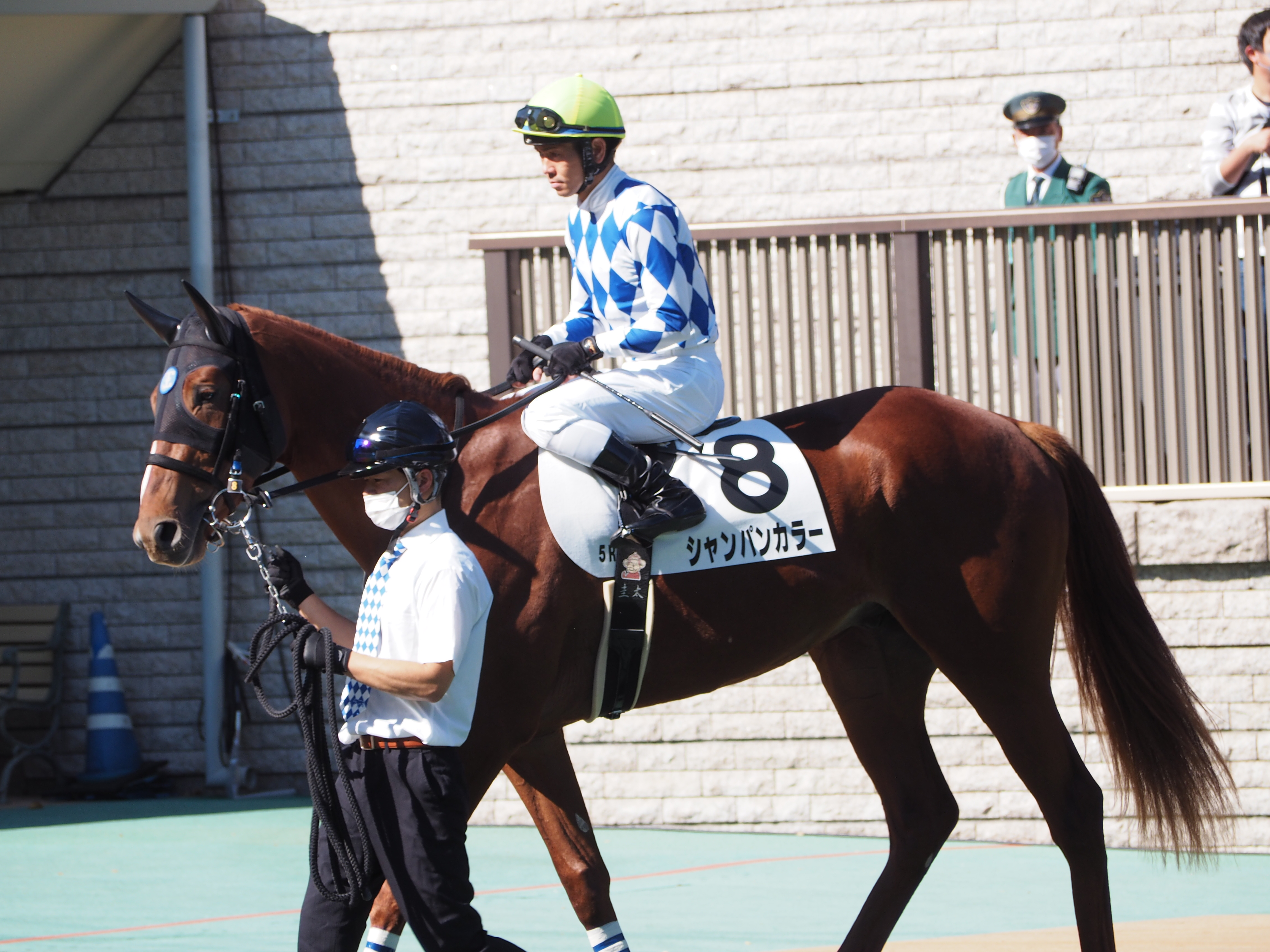
新馬戦パドック
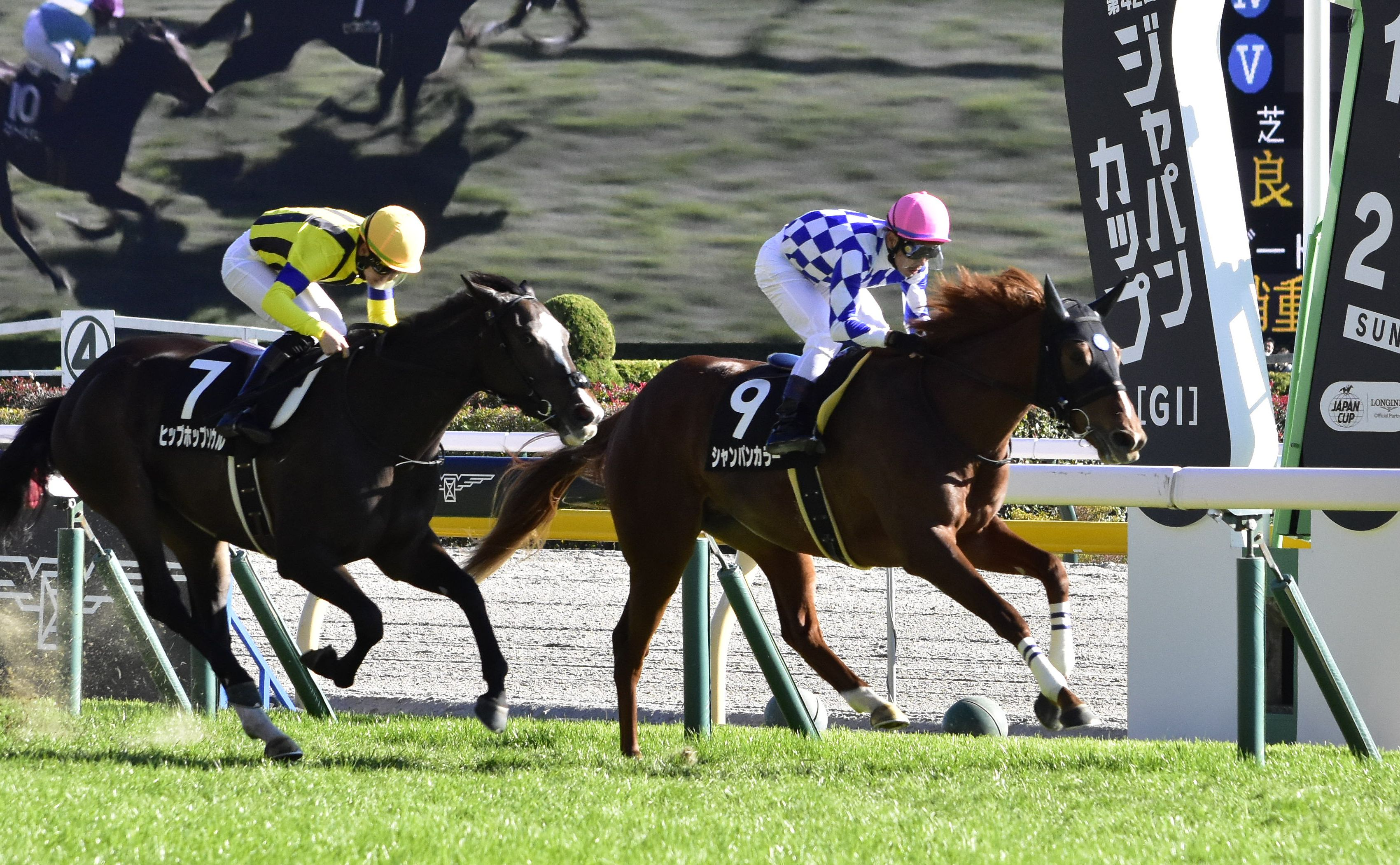
ベゴニア賞

### 3歳時（2023年）
明け3歳は1月15日の京成杯で重賞初挑戦。道中はグラニットの2番手で進めるも、直線での伸びを欠きソールオリエンスの6着に終わった。4月8日のニュージーランドトロフィーでは内田博幸に乗り替わり、好位で競馬を進め、エエヤンから0.3秒差の3着に好走した。5月7日、初のGI挑戦となった東京競馬場でのNHKマイルカップに出走。後方から追走し直線で力強く抜け出し、最後はウンブライルの猛追をアタマ差振り切りゴール。9番人気という低評価を覆し、東京マイルでの3連勝とともに重賞、GI初制覇を飾った。騎乗した内田は5年ぶりのJRA・GI勝利（通算13勝目）、そして2007年のピンクカメオ以来16年ぶり2回目のNHKマイルカップ制覇となった。また、田中剛調教師にとっては2023年シーズンの管理馬初勝利で、JRA・GI通算6勝目（J・GI含む）となった。
安田記念14着の後、休養。
秋初戦は富士Sへ出走を予定していたが、出馬投票を行わず回避し、年内休養となった。

### 4歳時（2024年）
4歳初戦は海外挑戦も見据えてダート・フェブラリーSへ出走するも16着と大敗。
その後、ドバイ・ゴドルフィンマイルへの出走が予定されたが、辞退して初の短距離戦となる高松宮記念へ出走。こちらも17着に敗れた。
芝マイルに戻って香港チャンピオンズマイルへ海外初挑戦するも11頭立ての11着と惨敗。春シーズンを終え放牧となった。
長らく出走が無い状況だったが、阪神カップに出走したが12着。シャンパンカラー含めてGI馬が5頭、18頭中重賞勝ち馬が15頭という豪華メンバーであった。

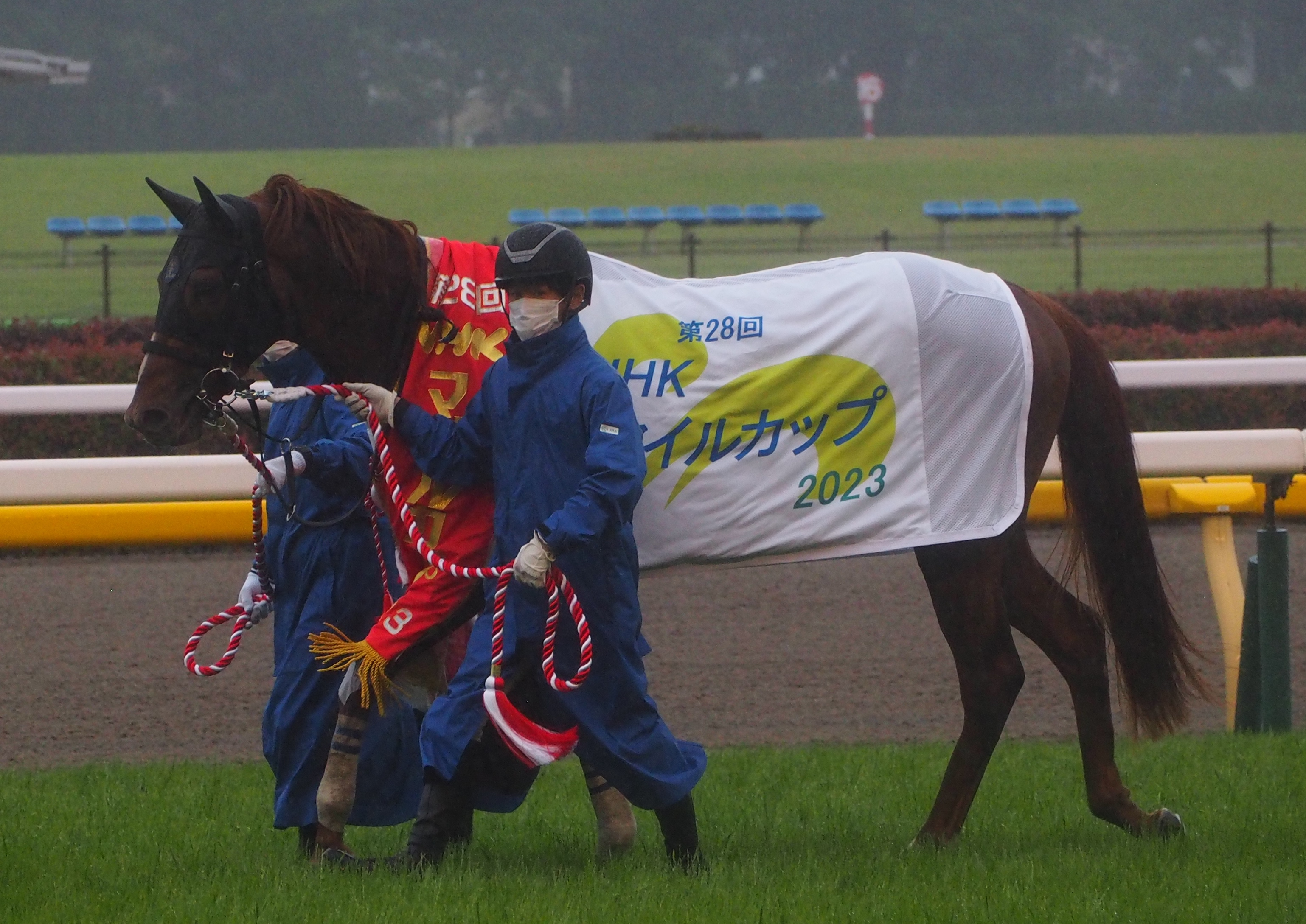
NHKマイルカップ優勝時

## 競走成績
以下の内容は、JBISサーチおよびnetkeiba.comの情報に基づく。
| 競走日     | 競馬場 | 競走名          | 格   | 距離（馬場）  | 頭 数 | 枠 番 | 馬 番 | オッズ （人気） | 着順 | タイム （上り3F） | 着差 | 騎手      | 斤量 [kg] | 1着馬（2着馬）         | 馬体重 [kg] |
| ---------- | ------ | --------------- | ---- | ------------- | ----- | ----- | ----- | --------------- | ---- | ----------------- | ---- | --------- | --------- | ---------------------- | ----------- |
| 2022.10.29 | 東京   | 2歳新馬         |      | 芝1600m（良） | 15    | 5     | 8     | 003.20（1人）   | 01着 | R1:35.5（33.4）   | -0.2 | 0戸崎圭太 | 55        | （リラックス）         | 502         |
| 0000.11.27 | 東京   | ベゴニア賞      | 1勝  | 芝1600m（良） | 10    | 8     | 9     | 005.80（3人）   | 01着 | R1:34.6（33.9）   | -0.1 | 0戸崎圭太 | 55        | （ヒップホップソウル） | 502         |
| 2023.01.15 | 中山   | 京成杯          | GIII | 芝2000m（良） | 9     | 8     | 9     | 004.20（3人）   | 06着 | R2:03.0（35.8）   | -0.8 | 0戸崎圭太 | 56        | ソールオリエンス       | 502         |
| 0000.04.08 | 中山   | NZT             | GII  | 芝1600m（稍） | 16    | 3     | 6     | 022.60（7人）   | 03着 | R1:34.0（35.7）   | -0.3 | 0内田博幸 | 56        | エエヤン               | 504         |
| 0000.05.07 | 東京   | NHKマイルC      | GI   | 芝1600m（稍） | 17    | 6     | 11    | 022.20（9人）   | 01着 | R1:33.8（34.4）   | -0.0 | 0内田博幸 | 57        | （ウンブライル）       | 500         |
| 0000.06.04 | 東京   | 安田記念        | GI   | 芝1600m（良） | 18    | 5     | 9     | 035.5（11人）   | 14着 | R1:32.6（34.5）   | -1.2 | 0内田博幸 | 54        | ソングライン           | 504         |
| 2024.02.18 | 東京   | フェブラリーS   | GI   | ダ1600m（良） | 16    | 1     | 2     | 061.3（14人）   | 16着 | R1:38.4（40.0）   | -2.7 | 0内田博幸 | 58        | ペプチドナイル         | 508         |
| 0000.03.24 | 中京   | 高松宮記念      | GI   | 芝1200m（重） | 18    | 5     | 9     | 066.8（14人）   | 17着 | R1:11.3（35.1）   | -2.4 | 0吉田豊   | 58        | マッドクール           | 510         |
| 0000.04.28 | 沙田   | チャンピオンズM | G1   | 芝1600m（稍） | 11    |       | 7     | 044.40（9人）   | 11着 | R1:36.6（34.2）   | -2.1 | 0坂井瑠星 | 57        | Beauty Eternal         | 508         |
| 0000.12.21 | 京都   | 阪神C           | GII  | 芝1400m（良） | 18    | 5     | 10    | 166.1（17人）   | 12着 | R1:20.7（34.2）   | -0.6 | 0西村淳也 | 58        | ナムラクレア           | 510         |
| 2025.02.09 | 東京   | 東京新聞杯      | GIII | 芝1600m（良） | 16    | 2     | 3     | 080.7（11人）   | 07着 | R1:33.1（33.9）   | -0.5 | 0内田博幸 | 59        | ウォーターリヒト       | 514         |
| 0000.04.05 | 中山   | ダービー卿CT    | GIII | 芝1600m（良） | 13    | 7     | 12    | 020.10（7人）   | 06着 | R1:32.7（33.9）   | -0.3 | 0内田博幸 | 58.5      | トロヴァトーレ         | 512         |
| 0000.06.08 | 東京   | 安田記念        | GI   | 芝1600m（良） | 18    | 5     | 9     | 073.9（14人）   | 06着 | R1:33.2（33.6）   | -0.5 | 0内田博幸 | 58        | ジャンタルマンタル     | 514         |

- 競走成績は2025年6月8日現在

## 血統表
| シャンパンカラーの血統                  | シャンパンカラーの血統                          | シャンパンカラーの血統                     | （血統表の出典）                           | （血統表の出典）  |
| 父系                                    | キングマンボ系（ミスタープロスペクター系）      | キングマンボ系（ミスタープロスペクター系） | キングマンボ系（ミスタープロスペクター系） |                   |
| 父 ドゥラメンテ 2012 鹿毛 北海道安平町  | 父の父キングカメハメハ 2001 鹿毛 北海道安平町   | Kingmambo                                  | Mr. Prospector                             | Mr. Prospector    |
| 父 ドゥラメンテ 2012 鹿毛 北海道安平町  | 父の父キングカメハメハ 2001 鹿毛 北海道安平町   | Kingmambo                                  | Miesque                                    |                   |
| 父 ドゥラメンテ 2012 鹿毛 北海道安平町  | 父の父キングカメハメハ 2001 鹿毛 北海道安平町   | *マンファス                                | *ラストタイクーン                          | *ラストタイクーン |
| 父 ドゥラメンテ 2012 鹿毛 北海道安平町  | 父の父キングカメハメハ 2001 鹿毛 北海道安平町   | *マンファス                                | Pilot Bird                                 |                   |
| 父 ドゥラメンテ 2012 鹿毛 北海道安平町  | 父の母アドマイヤグルーヴ 2000 鹿毛 北海道早来町 | *サンデーサイレンス                        | Halo                                       | Halo              |
| 父 ドゥラメンテ 2012 鹿毛 北海道安平町  | 父の母アドマイヤグルーヴ 2000 鹿毛 北海道早来町 | *サンデーサイレンス                        | Wishing Well                               |                   |
| 父 ドゥラメンテ 2012 鹿毛 北海道安平町  | 父の母アドマイヤグルーヴ 2000 鹿毛 北海道早来町 | エアグルーヴ                               | *トニービン                                | *トニービン       |
| 父 ドゥラメンテ 2012 鹿毛 北海道安平町  | 父の母アドマイヤグルーヴ 2000 鹿毛 北海道早来町 | エアグルーヴ                               | ダイナカール                               |                   |
| 母 *メモリアルライフ 2015 鹿毛 イギリス | 母の父Reckless Abandon 2010 鹿毛 イギリス       | Exchange Rate                              | Danzig                                     | Danzig            |
| 母 *メモリアルライフ 2015 鹿毛 イギリス | 母の父Reckless Abandon 2010 鹿毛 イギリス       | Exchange Rate                              | Sterling Pound                             |                   |
| 母 *メモリアルライフ 2015 鹿毛 イギリス | 母の父Reckless Abandon 2010 鹿毛 イギリス       | Sant Elena                                 | Efisio                                     | Efisio            |
| 母 *メモリアルライフ 2015 鹿毛 イギリス | 母の父Reckless Abandon 2010 鹿毛 イギリス       | Sant Elena                                 | Argent Du Bois                             |                   |
| 母 *メモリアルライフ 2015 鹿毛 イギリス | 母の母Baldovina 2004 鹿毛 イギリス              | Tale Of The Cat                            | Storm Cat                                  | Storm Cat         |
| 母 *メモリアルライフ 2015 鹿毛 イギリス | 母の母Baldovina 2004 鹿毛 イギリス              | Tale Of The Cat                            | Yarn                                       |                   |
| 母 *メモリアルライフ 2015 鹿毛 イギリス | 母の母Baldovina 2004 鹿毛 イギリス              | *バルドウィナ                              | Pistolet Bleu                              | Pistolet Bleu     |
| 母 *メモリアルライフ 2015 鹿毛 イギリス | 母の母Baldovina 2004 鹿毛 イギリス              | *バルドウィナ                              | Balioka                                    |                   |
| 母系(F-No.)                             | (FN:1-n)                                        | (FN:1-n)                                   | (FN:1-n)                                   | [ § 2 ]           |
| 5代内の近親交配                         | Mr. Prospector:4×5=9.38%                        | Mr. Prospector:4×5=9.38%                   | Mr. Prospector:4×5=9.38%                   | [ § 3 ]           |
| 出典                                    | 1. 2. 3.                                        | 1. 2. 3.                                   | 1. 2. 3.                                   | 1. 2. 3.          |

- 祖母Baldovinaの半妹にワンカラット（2009年フィリーズレビューなど重賞4勝）とジュエラー（2016年桜花賞）がいる。
- そのほかの近親にアラタ（2024年福島記念）。